# Theyab Awana
Theyab Awana (en árabe: ذياب عوانة أحمد حسين المصعبي‎;‎ Abu Dabi, Emiratos Árabes Unidos, 8 de abril de 1990-Abu Dabi, Emiratos Árabes Unidos, 25 de septiembre de 2011) fue un futbolista de los Emiratos Árabes Unidos que jugó en la posición de extremo.

## Carrera

### Club
Jugó toda su carrera con el Baniyas SC de 2007 a 2011 con el que anotó ocho goles en 62 partidos.

### Selección nacional
Pasó por todo el proceso de selecciones nacionales desde la categoría sub-17. Jugó para la selección absoluta en ocho ocasiones de 2009 a 2011 y anotó tres goles; ganó la medalla de plata en los Juegos Asiáticos de 2010 y participó en la Copa Asiática 2011. Uno de esos goles fue en la victoria por 6-2 ante Líbano en un partido amistoso de penal, ejecutando el penal al voltearse de espaldas al marco y que en YouTube fuera visto más de 2.8 millones de veces en una semana.

## Muerte
Awana murió el 25 de septiembre de 2011 a los 21 años en un accidente automovilístico en Abu Dhabi. Según los reportes, el accidente ocurrió en el puente Sheikh Zayed cuando regresaba a Abu Dhabi desde Al Ain luego de entrenar con la selección nacional. El reporte también indicó que estaba utilizando el teléfono móvil durante el accidente en el que Awana murió en el lugar. Se rumoreaba que su hermano estaba con él en el vehículo durante el accidente, e ingresó a la unidad de cuidados intensivos por horas antes de morir. Sin embargo, el Baniyas Club negó el rumor.
El 26 de septiembre después del Asr, fue enterrado en el Cementerio de Baniyas en Shamkha, Abu Dhabi. Un mes después de su muerte, la Asociación de Fútbol de los Emiratos Árabes Unidos renombró el nuevo estadio en Dubái como "Theyab Awana Stadium", y una mezquita en el estadio de la Kuwait Football Association fue también bautizada con su nombre.

## Logros

### Club
- UAE Division 2 Group A: 2008–09

### Selección nacional
- GCC U-17 Championship: 2006
- AFC U-19 Championship: 2008
- GCC U-23 Championship: 2010

## Estadísticas
| Club    | Temporada | Liga           | Liga        | Liga  | Copa de Liga | Copa de Liga | Total       | Total |
| Club    | Temporada | División       | Apariciones | Goles | Aparciones   | Goles        | Apariciones | Goles |
| ------- | --------- | -------------- | ----------- | ----- | ------------ | ------------ | ----------- | ----- |
| Baniyas | 2007–08   | UAE Division 2 | 10          | 0     | —            | —            | 10          | 0     |
| Baniyas | 2008–09   | UAE Division 2 | 15          | 3     | —            | —            | 15          | 3     |
| Baniyas | 2009–10   | UAE Pro League | 19          | 3     | —            | —            | 19          | 3     |
| Baniyas | 2010–11   | UAE Pro League | 18          | 2     | 1            | 0            | 19          | 2     |
| Total   | Total     | Total          | 62          | 8     | 1            | 0            | 63          | 8     |

### Selección nacional
| Selección              | Año   | Apariciones | Goles |
| ---------------------- | ----- | ----------- | ----- |
| Emiratos Árabes Unidos | 2009  | 2           | 0     |
| Emiratos Árabes Unidos | 2010  | 3           | 1     |
| Emiratos Árabes Unidos | 2011  | 3           | 2     |
| Total                  | Total | 8           | 3     |

| N.º | Fecha               | Sede                                                         | Rival  | Marcador | Resultado | Torneo   | Ref.   |
| --- | ------------------- | ------------------------------------------------------------ | ------ | -------- | --------- | -------- | ------ |
| 1   | 7-9-2010            | Al Nahyan Stadium, Abu Dhabi, Emiratos Árabes Unidos         | Kuwait | 1–0      | 3–0       | Amistoso | [ 13 ] |
| 2   | 2-1-2011            | Zayed Sports City Stadium, Abu Dhabi, Emiratos Árabes Unidos | Siria  | 2–0      | 2–0       | Amistoso | [ 14 ] |
| 3   | 17 de julio de 2011 | Khalifa bin Zayed Stadium, Al Ain, Emiratos Árabes Unidos    | Líbano | 1–0      | 6–2       | Amistoso | [ 15 ] |